# ال‌ام‌اف‌ای‌او
اِل‌اِم‌اِف‌اِی‌اُ (به انگلیسی: LMFAO) یک گروه الکترو هاپ آمریکایی هستند که از دو دی‌جی و رپر به نام‌های رِدفو (نام اصلی: استفان کندال گوردی، متولد ۳ سپتامبر ۱۹۷۵) و اِسکای بلو (نام اصلی: اِسکای‌لِر هوستن گوردی، متولد ۲۳ اوت ۱۹۸۶) تشکیل شده‌است. ردفو عموی اسکای بلو است.
ردفو و اسکای بلو به ترتیب، پسر و نوهٔ بری گوردی، یکی از بزرگ‌ترین افراد در صنعت موسیقی و مؤسس شرکت نشر موسیقی موتاون رکوردز هستند. این گروه در سال ۲۰۰۶ در شهر لس‌آنجلس، کالیفرنیا آغاز به کار کرد.
اِل‌اِم‌اِف‌اِی‌اُ تحت تأثیر طیف گسترده‌ای از هنرمندان برجسته همانند توپاک شکور، جیمز براون و مایکل جکسون و گروه‌های برجستهٔ راک همانند بیتلز و لد زپلین قرار دارد. همچنین هر دوی آن‌ها از هواداران سرسخت مایکل جکسون هستند و بیشتر حرکات رقص خودشان را از مایکل تقلید می‌کنند. قابل ذکر است که ردفو به صورت قانونی برادر پیشین جرمین جکسون (برادر بزرگ‌تر مایکل جکسون) و عموی پسر جرمین جکسون است.
موضوعات اشعار و آهنگ‌های این گروه بیشتر دربارهٔ مهمانی‌ها، پارتی‌ها و مشروب‌خواری است. از مهم‌ترین آهنگ‌های این گروه «Gettin Over You» به همراه دیوید گتا و فرگی و آهنگ «سرود پارتی راک» (به انگلیسی: Party Rock Anthem) و آهنگ «من سکسی هستم و خودم می‌دانم» بود که در بسیاری از کشورهای جهان شماره یک شد؛ ولی در حال حاضر این گروه جدا از هم مشغول به کار هستند.

## آلبوم‌شناسی
- ۲۰۰۹: پارتی راک (به انگلیسی: Party Rock)
- ۲۰۱۱: شرمنده برای صدای پارتی (به انگلیسی: Sorry for Party Rocking)